# Kocjančič
Kocjančič je eden pogostejših priimkov v Sloveniji. Z 1391 nosilci priimka se je 31. decembra 2007 uvrstil na 91. mesto najpogostejših priimkov v Sloveniji. Isto mesto je s 1399 nosilci ohranil tudi v letu 2011. Je tudi izrazito primorski priimek, saj več kot polovica nosilcev priimka živi v obalno-kraški regiji Slovenije.

## Izvor priimka
Priimek Kocjančič je patronimik s formantom -čič, ki izhaja iz svetniškega imena Kancijan/Kacijan. Češčenje bratov svetnikov Kancija, Kancijana in njune sestre Kancijanile se je zgodaj razširilo po ozemlju današnje zahodne Slovenije, predvsem po zaslugi misijonarske dejavnosti iz Ogleja, iz katerega so izhajali dotični svetniki. Posledično so pričeli krščevati tukajšnje prebivalce po teh svetnikih. Tako se že okoli leta 1200 prvič pojavi v zapisih Cocian, nato pa še Cocianus, Chocianus, Coczian, Cocziann, Cotzian, Cotziann,... V 14. stoletju se pojavi že Koziann. V poznem srednjem veku pa je nastal preobrat iz imenskega imena v priimek, pri čemer so se razvili priimki Kocjan, Kocian, Kacjan, Kacijan, Kocjanec, Kocjanc, Kocijančič, Kociančič in Kocjančič. 
V času italijanskega preimenovanja slovenskih priimkov je bil priimek zapisan tudi: Cociancig, Cociancich, Coceancig, Coceancigh, Coceancich, Coccianci, Cocencig, Kocjancic, Kociancic, Kociancich, Cociancic, Cociancich, Cocianzizh,...

## Razširjenost

### Razširjenost v Sloveniji
| Razširjenost priimka Kocjančič v Sloveniji | Razširjenost priimka Kocjančič v Sloveniji | Razširjenost priimka Kocjančič v Sloveniji | Razširjenost priimka Kocjančič v Sloveniji   | Razširjenost priimka Kocjančič v Sloveniji   | Razširjenost priimka Kocjančič v Sloveniji | Razširjenost priimka Kocjančič v Sloveniji |
| Statistična regija                         | Št. oseb s tem priimkom                    | Št. oseb s tem priimkom                    | Delež oseb s tem priimkov glede na Slovenijo | Delež oseb s tem priimkov glede na Slovenijo | Razvrstitev po pogostnosti                 | Razvrstitev po pogostnosti                 |
| ------------------------------------------ | ------------------------------------------ | ------------------------------------------ | -------------------------------------------- | -------------------------------------------- | ------------------------------------------ | ------------------------------------------ |
| Statistična regija                         | 2007                                       | 2011                                       | 2007                                         | 2011                                         | 2007                                       | 2011                                       |
| Pomurska statistična regija                | 7                                          | 7                                          | 0,5 %                                        | 0,5 %                                        | 1975                                       | 1895                                       |
| Podravska statistična regija               | 30                                         | 32                                         | 2,1 %                                        | 2,3 %                                        | 1870                                       | 1742                                       |
| Koroška statistična regija                 | z                                          | z                                          | z                                            | z                                            | z                                          | z                                          |
| Savinjska statistična regija               | 13                                         | 13                                         | 0,9 %                                        | 0,9 %                                        | 3295                                       | 3257                                       |
| Zasavska statistična regija                | -                                          | -                                          | -                                            | -                                            | -                                          | -                                          |
| Spodnjeposavska statistična regija         | z                                          | z                                          | z                                            | z                                            | z                                          | z                                          |
| Jugovzhodna Slovenija                      | 93                                         | 88                                         | 6,6 %                                        | 6,3 %                                        | 307                                        | 315                                        |
| Osrednjeslovenska statistična regija       | 315                                        | 311                                        | 22,5 %                                       | 22,2 %                                       | 174                                        | 189                                        |
| Gorenjska statistična regija               | 68                                         | 63                                         | 4,8 %                                        | 4,5 %                                        | 564                                        | 607                                        |
| Notranjsko-kraška statistična regija       | 35                                         | 33                                         | 2,5 %                                        | 2,4 %                                        | 304                                        | 305                                        |
| Goriška statistična regija                 | 27                                         | 28                                         | 1,9 %                                        | 2,0 %                                        | 816                                        | 773                                        |
| Obalno-kraška statistična regija           | 825                                        | 819                                        | 58,1 %                                       | 58,5 %                                       | 1                                          | 1                                          |

z - število priimkov je z vidika statistične zaupnosti premajhno za prikaz.
Priimek Kocjančič je najpogostejši v Obalno-kraški statistični regiji. Najpogostejša kombinacija osebnega imena in priimka Kocjančič je Marija Kocjančič, kar je 62. najpogostejša kombinacija (71 oseb).

### Razširjenost v Italiji
Priimek Kocjancic je trenutno v uporabi v 13 različnih italijanskih občinah. Najbolj razširjen je na goriško-tržaškem področju. Druge oblike zapisovanja priimka so: Cociancig, Cociancich, Coceancig, Coceancigh, Coceancich, Coccianci, Cocencig, Kocjancic, Kociancic, Kociancich, Cociancic, Cociancich, Cocianzizh,...

### Razširjenost v ZDA
Zaradi težkega zapisa priimka (šumnik č) za angleško govoroče se je priimek Kocjančič pričel v ZDA zapisovati kot Kocjancic. Na podlagi dokumentacije iz Ellis Islanda je tako razvidno, da je v ZDA emigriralo 33 Kocjancicev, pri čemer je prvi prihod zabeležen leta 1899 in zadnji 1913. V uradnem Social Security Death Index se trenutno nahaja 29 Kocjancicev. Nekateri Kocjancici oz. Kocjančiči pa so zaradi lažje integracije spremenili priimek v Kocy.

## Sorodni priimki
- Kocjan
- Kocjanc
- Kocijančić
- Kocijančič
- Kocjančić (Ivan Kocjančić, 1947, hrvaški nogometaš)
- Kociančič
- Kociancich (Vlady Kociancich)
- Canciani/Canziani (Valentino Canziani)

## Znani nosilci priimka
| - Aleš Kocjančič, slovenski trener futsala - Ana Kocjančič, umetnostna zgodovinarka - Alojz Kocjančič (1913–1991), slovenski rimskokatoliški duhovnik, pisatelj in pesnik - Anatazij Kocjančič (1911–1996), slovenski frančiškan, rimskokatoliški duhovnik (pater), vojaški kaplan - Anton Kocjančič (1884–1962), pisatelj - Boštjan Kocjančič, ortopedski kirurg - Cvetka Kocjančič (*1949), kanadsko-slovenska pisateljica - Danilo Kocjančič (1949–2013), slovenski pevec - Damjan Kocjančič (*1970), slovenski fotograf - Darja Kocjančič (*1964), slovenska pesnica - Enej Kocjančič, slovenski jadralec - Ervin Kocjančič, slovenski urolog - Fiona Johnson Kocjančič, slovenska plesalka in koreografinja - Franc Kocjančič, slovenski mojster krznenih oblačil (prvi v Republiki Sloveniji) - Ivan Kocjančič, slovenski rimskokatoliški duhovnik - Josip Kocjančič, slovenski pevovodja in pravnik - Jože Kocjančič, slovenski rogist - Karel Kocjančič (1933–2003), planinec, publicist, pobudnik Društva za negovanje rodoljubnih tradicij TIGR Primorske - Karlo Kocjančič (1901–1970),slovenski fotograf - Klemen Kocjančič, vojaški zgodovinar - Matej Kocjančič, slovenski tekstopisec in kvaritonist - Mateja Kocjančič, slovenska metalka diska - Matija Kocjančič (*1949), slovenski enolog | - Michael J. Kocjancic, kanadsko-slovenski poslovnež - Mitja Kocjančič, slovenski kemik - Mojca Kocjančič Zalar, slovenska sodnica - Nerina T. Kocjančič, cineastka (filmska kritičarka, publicistka) - Nazarij Kocjančič (1900–1985), slovenski frančiškan, misijonar na Kitajskem in Tibetu, kipar ... - Olga Kocjančič (Kocjančić) (1909–1985), slov.-hrv. sopranistka - Peter Kocjančič (1895–1986), slovenski fotograf - Robert Kocjančič, slovenski ekolog in pedagog - Romana Kocjančič, slovenska redovnica in televizijska voditeljica - Rudi Kocjančič, slovenski alpinist in gorski reševalec - Rudi Kocjančič (1939–2024), slovenski pravnik in pedagog - Sergij Kocjančič (1946–2022), tržaški novinar in publicist - Simon Kocjančič, slovenski likovni umetnik - Staša Kocjančič, slovenska družinska zdravnica in predavateljica - Tilen Kocjančič, duhovnik, publicist, mag. teol. - Valerija Kocjančič (1898–1992), slovenska aktivistka NOB in političarka - Vladimir Kocjančič (1944–2010) slovenski novinar, urednik in pisatelj - Vlady Kociancich (1941–2022) argentinska pisateljica slovenskega porekla - Vojko Kocjančič, prosvetno-kulturni delavec, publicist (srenjsko gibanje) |